# Iochroma
Iochroma é um género de plantas com flor pertencente à família Solanaceae.

## Espécies
O género Iochroma agrupa as seguintes espécies:
- Iochroma australe
- Iochroma brevistamineum
- Iochroma calycinum
- Iochroma cardenasianum
- Iochroma confertiflorum
- Iochroma cornifolium
- Iochroma cyaneum
- Iochroma ellipticum
- Iochroma fuchsioides
- Iochroma gesnerioides
- Iochroma grandiflorum
- Iochroma lehmannii
- Iochroma longipes
- Iochroma loxense
- Iochroma lyciifolia
- Iochroma nitidum
- Iochroma parvifolium
- Iochroma peruvianum
- Iochroma schjellerupii
- Iochroma solanifolium
- Iochroma stenanthum
- Iochroma umbellatum
- Iochroma warscewiczii